# Домесарг
Домесарг (фр. Domessargues) насеље је и општина у јужној Француској у региону Лангдок-Русијон, у департману Гар која припада префектури Алес.
По подацима из 2011. године у општини је живело 701 становника, а густина насељености је износила 95,77 становника/km². Општина се простире на површини од 7,32 km². Налази се на средњој надморској висини од 160 метара (максималној 235 m, а минималној 99 m).

## Демографија
| 1962. | 1968. | 1975. | 1982. | 1990. | 1999. | 2011. |
| ----- | ----- | ----- | ----- | ----- | ----- | ----- |
| 131   | 148   | 148   | 177   | 251   | 420   | 701   |

График промене броја становника у току последњих година